# 渡辺陽子
渡辺 陽子（わたなべ ようこ、1968年5月5日 - ）は、日本のフリーアナウンサー。

## 来歴・人物
札幌市生まれ。その後岩見沢市で育つ。身長160cm。北海道岩見沢東高等学校、藤女子短期大学卒業後、1989年に北海道放送（HBC）へアナウンサーとして入社。情報番組やニュース・スポーツなど幅広く活動し、日本で初めて女性アナウンサーによるジャンプ実況も担当した。
2013年3月にHBCを退社し、フリーアナウンサーとして活動開始。
バスケットボール、テニス、相撲観戦など、以前からスポーツが趣味。

## 主な出演歴
HBCのアナウンサー時代から、同局制作の番組にのみレギュラーで出演。フリーアナウンサーへの転身後は、『ちちんぷいぷい』（HBCテレビで2018年9月まで前半パートの同時ネットを実施していた毎日放送制作の情報番組）で北海道内からの生中継を実施する場合に、「HBCリポーター」という肩書で登場することがあった。

### 現在
- 金曜ブランチ[1]
- 今日ドキッ![1]

### 過去

#### テレビ
- ビッグモーニング（中継リポーター）
- ほっとないと北海道[1]
- 気になるパンプキン[1]
- 夕刊5ジダス[1]
- 朝ビタTV[1]
- Hana*テレビ[1]
- ケッパレ!ごはん[1]

#### ラジオ
- ラジオ一番通り[1]
- スーパーToday![1]
- 渡辺陽子 YELL![1]
- Kids Radio[1]